# KBS 뉴스 930 강릉
《KBS 뉴스 930 강릉》은 KBS 강릉 1TV에서 매주 평일 오전 9시 45분에 방송 중인 강원 지역 뉴스 프로그램이다.

## 개요
KBS 강릉 뉴스 930으로 읽는다.

## 앵커
| 대수 | 진행자          | 진행 기간                           | 비고 |
| ---- | --------------- | ----------------------------------- | ---- |
| 1대  | 김경미 아나운서 | 년도 일자 미상 ~ 년도 일자 미상     |      |
| 2대  | 이지연 아나운서 | 년도 일자 미상 ~ 년도 일자 미상     |      |
| 3대  | 이지애 아나운서 | 년도 일자 미상 ~ 년도 일자 미상     |      |
| 4대  | 조수빈 아나운서 | 년도 일자 미상 ~ 년도 일자 미상     |      |
| 5대  | 정은지 아나운서 | 년도 일자 미상 ~ 년도 일자 미상     |      |
| 6대  | 정소희 아나운서 | 년도 일자 미상 ~ 년도 일자 미상     |      |
| 7대  | 강아랑 아나운서 | 년도 일자 미상 ~ 년도 일자 미상     |      |
| 8대  | 윤소희 아나운서 | 년도 일자 미상 ~ 2020년 9월 6일     |      |
| 9대  | 박민정 아나운서 | 2020년 9월 9일 ~ 2021년 1월 1일     |      |
| 10대 | 강유미 아나운서 | 2021년 1월 4일 ~ 2022년 1월 28일    |      |
| 11대 | 이선미 아나운서 | 2022년 2월 3일 ~ 2023년 1월 30일    |      |
| 12대 | 김단우 아나운서 | 2023년 1월 31일 ~ 2023년 12월 1일   |      |
| 13대 | 이선미 아나운서 | 2023년 12월 4일 ~ 2023년 12월 15일  |      |
| 14대 | 이아인 아나운서 | 2023년 12월 18일 ~ 2024년 11월 29일 |      |
| 15대 | 이은영 아나운서 | 2024년 12월 2일 ~ 2025년 8월 8일    |      |
| 16대 | 이가현 아나운서 | 2025년 8월 11일 ~ 현재              |      |

## 기상 캐스터
| 대수 | 기상 캐스터        | 진행 기간                          | 비고 |
| ---- | ------------------ | ---------------------------------- | ---- |
| 1대  | 진연지 기상 캐스터 | 2020년 9월 9일 ~ 2021년 2월 12일   |      |
| 2대  | 신세미 기상 캐스터 | 2021년 2월 15일 ~ 2022년 1월 28일  |      |
| 3대  | 정희지 기상 캐스터 | 2022년 2월 3일 ~ 2023년 2월 17일   |      |
| 4대  | 황윤진 기상 캐스터 | 2023년 2월 20일 ~ 2024년 11월 15일 |      |
| 5대  | 김민소 기상 캐스터 | 2024년 11월 18일 ~ 현재            |      |

## 경쟁 프로그램
- 930 MBC 뉴스 강원 (MBC 강원영동 TV)
- G1 뉴스 (1015) (G1 TV)